# Абскон
Абскон (фр. Abscon) насеље је и општина у североисточној Француској у региону Север-Па д Кале, у департману Север која припада префектури Валансјен.
По подацима из 2011. године у општини је живело 4.244 становника, а густина насељености је износила 583,77 становника/km². Општина се простире на површини од 7,27 km². Налази се на средњој надморској висини од 59 метара (максималној 64 m, а минималној 38 m).

## Демографија
| 1962. | 1968. | 1975. | 1982. | 1990. | 1999. | 2011. |
| ----- | ----- | ----- | ----- | ----- | ----- | ----- |
| 4.819 | 4.899 | 4.636 | 4.213 | 3.954 | 4.135 | 4.244 |

График промене броја становника у току последњих година